# آنا زاخایدزه
آنا زاخایدزه (انگلیسی: Ana Zakhaidze؛ زادهٔ ۲۴ ژوئن ۱۹۹۵) بازیکن فوتبال اهل گرجستان است.
وی همچنین در تیم‌های ملی فوتبال Georgia women's national under-17 football team, Georgia women's national under-19 football team، و Georgia women's national football team بازی کرده‌است.